# LXIII Corpo de Exército (Alemanha)
O LXIII Corpo de Exército (em alemão:LXIII. Armeekorps) foi um Corpo de Exército alemão que operou durante a Segunda Guerra Mundial.

## Comandantes
| Comandante                           | Data                                        |
| ------------------------------------ | ------------------------------------------- |
| General der Infanterie Erich Abraham | 13 de dezembro de 1944 - ? de abril de 1945 |

## Área de operações
| França & Bolsão de Ruhr | novembro de 1944 - abril de 1945 |